# Mensch Markus
Mensch Markus ist eine 80-teilige Comedysendung mit Markus Maria Profitlich, die von 2002 bis 2007 für Sat.1 produziert wurde. Das Konzept ist an die englische Sketch-Show Hale & Pace angelehnt.
Der Verlauf der Sendung folgt immer einem bestimmten Schema: Zuerst tritt Markus Maria Profitlich auf die Bühne, begrüßt das Publikum und macht einen Witz, der sich thematisch auf den vor dem Vorspann ausgestrahlten ersten Sketch bezieht, dann folgen einige zuvor gedrehte Sketche. Im Laufe und am Ende der Sendung werden wieder einzelne Sketche live auf der Bühne vorgeführt.
Einige Formate der Sendung sind zum Beispiel „Hotte und Lusches“, „Sven Dudek“, „Kunst und Krempel“, „Unser Hund“, „Er und Sie“ und „Kochen mit Henri“. Des Weiteren spielt Profitlich wiederholt einen Kellner, der mit einer übergroßen Pfeffermühle in den unpassendsten Situationen auftaucht, und mit einem anderen Darsteller zwei seltsam angezogene Menschen, die einfach irgendwelche Sachen zählen (Da is’ noch eins!). Am Ende der Sendung werden ein paar Outtakes der jeweiligen Folge gezeigt.
In den neueren Folgen kehrte die Figur des Erklärbären zurück, der bereits von 1999 bis 2001 in der Wochenshow gezeigt worden war. Im Unterschied zur vormaligen Ausstrahlung hieß dessen Freund nicht mehr Jürgen, sondern Nele.

## Sonstiges
- Bis 2007 wurden mehr als 1500 Clips für 80 Folgen gedreht.
- Markus Maria Profitlich ist mit seiner Bühnenpartnerin Ingrid Einfeldt verheiratet.
- Regisseur der Sendung ist Matthias Kitter.

## Auszeichnungen
- Deutscher Comedypreis
  - 2002 – „Bester Komiker“ an Markus Maria Profitlich für seine schauspielerische Leistung in der Serie
  - 2004 – „Beste Sketch-Show“
  - 2006 – „Beste Sketch-Comedy“